# 液氨
液氨（liquid ammonia）即液態氨，指的是液態的氨气，為工業上氨氣的主要储存形式，分子式仍为  {\displaystyle {\ce {NH3}}}。
液氨是一种常用的非水溶剂和致冷剂，也是除了水以外最常用的无机溶剂。不过由于它的挥发性和腐蚀性，液氨在储存和运输时发生事故的几率也相当高。

## 性质
有刺激性气味的无色液体。具腐蚀性。是高度缔合的，每个氨分子周围平均有11个其他的氨分子。
- 沸点−33.42°C。
- 凝固点−77.74°C。
- 比电导1×10−11 Ω−1·cm−1
- 介电常数22.7（−50°C）
- 密度0.6900 g/cm3（−40°C）
- 偶极矩1.49 D

离子化合物在液氨中的溶解度一般比在水中小，尤其是含有多阴离子的盐类，它们在液氨中大多是不溶或微溶的。铵盐在液氨中的溶解性一般较好。极性有机化合物，如醇、醛、酮、酯、酰胺和胺，在液氨中的溶解性也较好。
液氨中的氨分子可以发生自偶电离，生成铵离子和氨基离子。
{\displaystyle {\ce {2NH3 <=> {NH4}^{+}+ {NH2}^{-}}}} {\displaystyle k=1.9\times 10^{-33}\ (-50^{\text{o}}{\text{C}})}
铵离子和氨基离子分别作为氨分子的共轭酸和共轭碱，它们在液氨中的许多化学行为，类似于水中的水合氢离子和氢氧根离子。不过，液氨的碱性比水强，因此许多在水中为弱酸的酸（如乙酸），在液氨中却是强酸。
除铍以外的碱金属和碱土金属可以溶解在液氨中，形成氨合金属正离子和氨合电子，呈蓝色，稀溶液具有异常高的电导率。这种处在亚稳状态的溶液具有很强的还原性。它逐渐分解，产生金属氨基化物和氢气。低温和纯净的条件下，分解反应是缓慢的，不过有过渡金属盐催化时，反应很快进行。

## 制备
由氨气通过加压或冷却而得。在耐压钢瓶或钢槽中储存。

## 应用
液氨是一种常用的无机非水溶剂，也用作致冷剂和工业生产原料。用于生产化肥、炸药、塑料和化学纤维等产品。金属-液氨溶液具有强还原性，广泛用于无机和有机合成，常用于合成低氧化态的过渡金属化合物。有机化学中，钠-液氨溶液用于Birch还原反应中，将芳环还原为环己二烯环系。钠或其他金属的液氨溶液也可以将炔还原，产生反式烯烃。化學工業上，液氨是生産尿素的原料之一。